# Todrick Hall

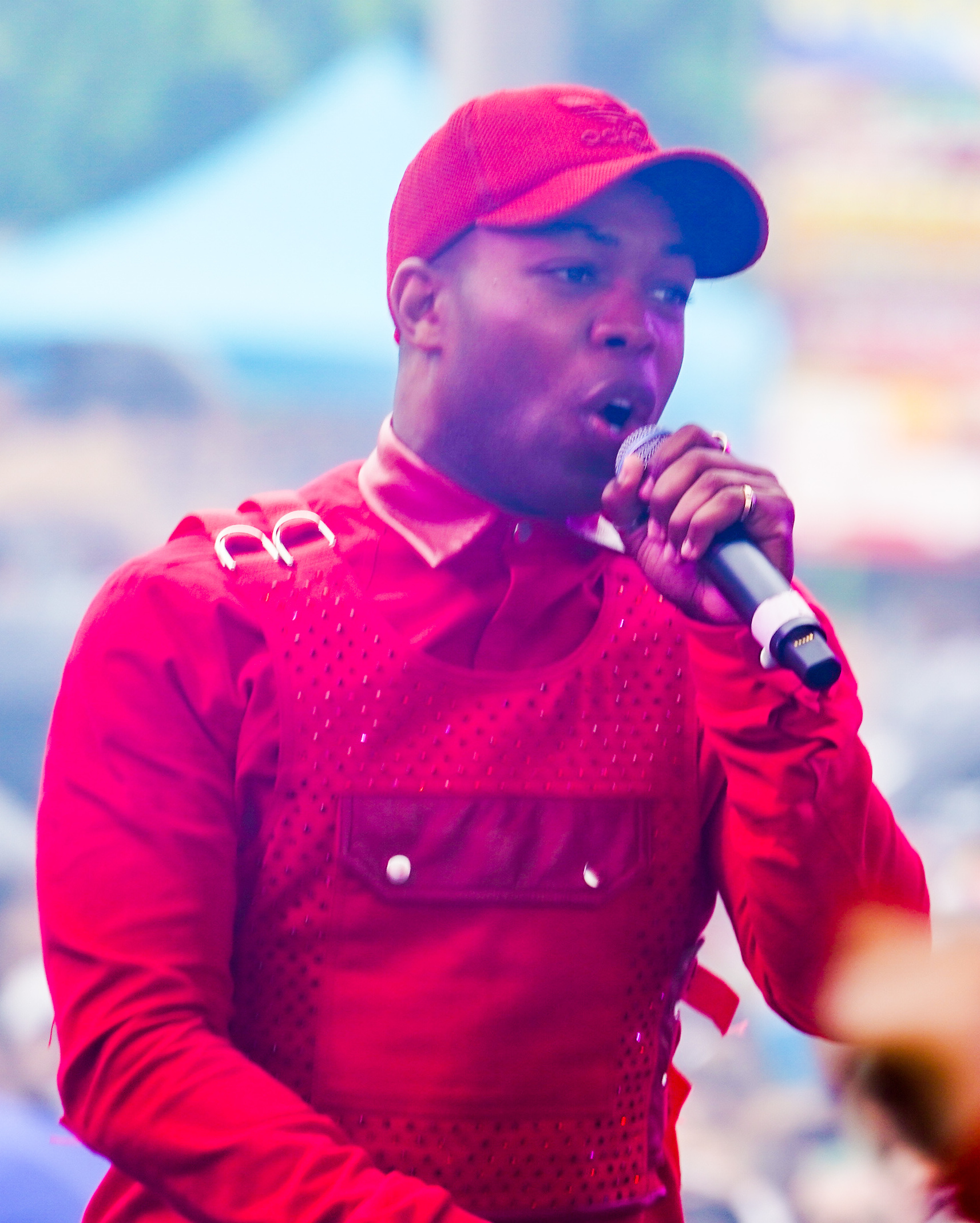
Todrick Hall (2019)

Todrick Hall (* 4. April 1985 in Plainview, Texas) ist ein US-amerikanischer Sänger, Schauspieler, Tänzer, Choreograph und Webvideoproduzent.

## Werdegang
Bekannt wurde Todrick Hall durch die 9. Staffel von American Idol, wo er die Semifinals erreichte. Seitdem ist er einem breiteren Publikum als Broadway- und YouTube-Star, sowie als Jury-Mitglied bei RuPaul’s Drag Race bekannt geworden.
Hall ist Baritenor, singt auch Falsett und rappt. Zu seinem Repertoire zählen R&B, Pop, Hip-Hop, Neo-Soul, Funk, sowie nicht zuletzt das Musical-Theater. Viele seiner Texte enthalten eine Sozialkritik, beispielsweise gegen Waffengewalt sowie Rassismus oder für eine queere Kultur. In der Regel schreibt und produziert Hall seine Musik selbst und produziert auch Mash-Ups mit Songs seiner Idole Lady Gaga, Rihanna und Taylor Swift.
Halls Musikvideos bestechen durch ihre Extravaganz, sowohl was Kostüme als auch was Choreographien und Sets angeht. Viele Kostüme sind Eigenkreationen. Hall versteht sich selbst als Repräsentant queerer Kultur und integriert häufig Drag als zentrale Komponente in seine Musikvideos. Zu den bekannteren Dragqueens, die schon in seinen Musikvideos mitgewirkt haben, zählen unter anderem RuPaul, Shangela Laquifa Wadley, Bob the Drag Queen, Willam Belli und Alaska Thunderfuck.
Vom 1. November 2016 bis zum 1. März 2017 spielte Hall am Broadway die Rolle der Lola im Musical Kinky Boots.
In dem in August 2017 veröffentlichten Musikvideo von Taylor Swifts Look What You Made Me Do wirkt Hall als Background-Tänzer mit.
Von September bis Dezember 2021 nahm Hall als Bull an der sechsten Staffel der US-amerikanischen Version von The Masked Singer teil, in der er im Finale den zweiten Platz erreichte.
Halls Fans bezeichnen sich selbst liebevoll als „Toddlerz“.

## Diskographie

### Alben
- Somebody's Christmas (2010)
- Pop Star High (2014)
- Straight Outta Oz (2016)
- Forbidden (2018)
- Haus Party: Part One (2019)
- Haus Party: Part Two (2019)
- Haus Party: Part Three (2021)
- Femuline (2021)[4]

### Compilations
- MTV's Todrick: The Music, Vol. 1 (2015)

### EPs
- Dear Santa – EP (2013)

### Singles
- It Gets Better (2010)
- I Wanna Be On Glee (2011)
- The Bieber (2011)
- Just Love (2011)
- Barack Yo' Body (2011)
- (#)SplitsOnTrees (feat. Unterreo Edwards) (2013)
- The Wizard of Ahhhs (mit Pentatonix) (2013)
- It Gets Better (Acoustic) (2013)
- Hold On We're Going Home (feat. Chester Lockhart) (2013)
- Freaks Like Me (feat. Mack Z & the ALDC) (2014)
- Disney Dudez 3 (feat. IM5)(2014)
- Disney Dudez 2 (mit IM5) (2014)
- IM5's Fancy (mit IM5) (2014)
- Monsterbia (mit IM5) (2014)
- Evolution of JB (mit IM5) (2014)
- Cell Block Django (2014)
- Low (mit RuPaul) (2017)
- Defying Gravity (2017)
- Warning (2018)
- Nails, Hair, Hips, Heels (2019)
- Quarantine Queen (2020)
- Bells, Bows, Gifts, Trees (2021)
- Boys In The Ocean (2021)